# Волек, Давид
Давид Волек (чеш. David Volek, 18 июня 1966, Прага, Чехословакия) — бывший чешский хоккеист, нападающий. Бронзовый призёр чемпионата мира 1987 года. С 1988 по 1994 год играл в НХЛ за «Нью-Йорк Айлендерс».

## Биография
Давид Волек родился в Праге, свой первый сезон провёл в чехословацкой второй лиге сезона 1983/84 за пражскую «Славию». С 1984 по 1988 год играл за другой пражский клуб «Спарта». Дважды, в 1987 и 1988 годах, Волек становился призёром чехословацкого чемпионата, а в 1987 году стал лучшим бомбардиром лиги. В 1988 году Волек уехал играть в НХЛ за «Нью-Йорк Айлендерс». В первый же год он вошёл в символическую сборную новичков лиги, набрав 59 очков (25 шайб и 34 передачи) в 77 матчах регулярного чемпионата. Сезон 1990/91 получился таким же удачным: Волек набрал 56 очков 922+34) в 77 матчах. В следующем сезоне 1991/92 Волек установил личный рекорд по набранным очкам за один сезон: 60 очков (18+42) в 74 матчах. В сезоне 1992/93 Волек забил свой самый важный гол в карьере: в 7 матче 1/4 финала Кубка Стэнли против «Питтсбург Пингвинз» он стал автором решающей шайбы в овертайме и вывел островитян в полуфинал плей-офф. В следующем сезоне из-за проблем со здоровьем он провёл всего лишь 32 игры. Грыжа межпозвоночного диска вынудила его уйти из НХЛ. В Чехии он перенес операцию на спине, полностью пропустив сезон 1994/95. В сезоне 1995/96 Волек попытался вернуться в хоккей, провёл 5 матчей в чешской Экстралиге за «Спарту» и 16 матчей в первой лиге за «Карловы Вары», но старая травма не позволила ему играть в полную силу и он завершил карьеру игрока.
После окончания карьеры хоккеиста Волек был скаутом «Баффало Сейбрз» с 1996 по 2005 год. С 2005 по 2010 год он был тренером «Спарты», «Бероуна» и «Роуднице над Лабем». С 2011 года является хоккейным агентом.
Помимо клубной карьеры Волек играл за сборную Чехословакии с 1986 по 1991 год. В 1987 году он стал бронзовым призёром чемпионата мира. Был участником Кубка Канады 1987 года, Олимпийских игр 1988 года и чемпионата мира 1991 года.

## Достижения

### Командные
Серебряный призёр чемпионата Европы среди юниоров 1984
 Серебряный призёр чемпионата Чехословакии 1988
 Бронзовый призёр чемпионата Европы среди юниоров 1983
 Бронзовый призёр чемпионата мира 1987
 Бронзовый призёр чемпионата Чехословакии 1987

### Личные
- Лучший бомбардир чемпионата Чехословакии 1987 (52 очка)

- Вошёл в символическую сборную новичков НХЛ сезона 1988/89

## Статистика
- НХЛ — 411 игр, 259 очков (100 шайб + 159 передач)
- Чехословацкая первая лига — 154 игры, 135 очков (76+59)
- Чешская экстралига  — 5 игр, 5 очков (3+2)
- Чешская первая лига — 16 игр, 11 очков (7+4)
- Сборная Чехословакии — 74 игры, 19 шайб
- Всего за карьеру — 660 игр, 205 шайб

## Семья
Давид Волек из хоккейной семьи. Его отец Павел Волек (28.05.1943 г.р.) — бывший хоккеист и тренер. Младший брат Якуб Волек (24.06.1979 г.р.) играл в хоккей в низших немецких лигах, сейчас тренер юниорской команды ХК «Давос». Сын Давида Волека Доминик (12.01.1994 г.р.) играл в хоккей на позиции нападающего с 2011 по 2018 год.